# Arthur Freed
Arthur Freed (ur. 9 września 1894 w Charleston, zm. 12 kwietnia 1973 w Los Angeles) – amerykański twórca piosenek i producent filmowy.

## Filmografia
- Czarnoksiężnik z Oz (1939)
- Babes in Arms (1939)
- Strike Up the Band (1940)
- Little Nellie Kelly (1940)
- Lady Be Good (1941)
- Laski na Broadwayu (1941)
- Panama Hattie (1942)
- Dla mnie i mojej dziewczyny (1942)
- Cabin in the Sky (1943)
- Best Foot Forward (1943)
- Du Barry Was a Lady (1943)
- Zwariowana dziewczyna (1943)
- Meet the People (1944)
- Spotkamy się w St. Louis (1944)
- Pod zegarem (1945)
- Jolanda i złodziej (1945)
- Dziewczęta Harveya (1946)
- Rewia na Broadwayu (1946)
- Burzliwe życie Kerna (1946)
- Good News (1947)
- Summer Holiday (1948)
- Pirat (1948)
- Parada wielkanocna (1948)
- Słowa i muzyka (1948)
- Take Me Out to the Ball Game (1949)
- Przygoda na Broadwayu (1949)
- Any Number Can Play (1949)
- Na przepustce (1949)
- Rekord Annie (1950)
- Kryzys (1950)
- Pagan Love Song (1950)
- Królewskie wesele (1951)
- Statek komediantów (1951)
- Amerykanin w Paryżu (1951)
- Nowojorska piękność (1952)
- Deszczowa piosenka (1952)
- Wszyscy na scenę (1953)
- Brigadoon (1954)
- Zawsze jest piękna pogoda (1955)
- Kismet (1955)
- Zaproszenie do tańca (1956)
- Jedwabne pończoszki (1957)
- Gigi (1958)
- Telefony, telefony (1960)
- The Subterraneans (1960)
- Światło na Piazza (1962)

## Przebojowe piosenki

### Współpraca z Nancio Herb Brown
- The Broadway Melody
- You Were Meant for Me
- Wedding of the Painted Doll
- Singin' in the Rain
- Pagan Love Song
- Should I
- Beautiful Girl
- Going Hollywood
- Temptation
- We'll Make Hay While the Sun Shines
- Cinderella's Fella Fell off the clif
- All I Do Is Dream of You
- You Are My Lucky Star
- I've Got a Feelin' You're Foolin'
- Broadway Rhythm
- Sing Before Breakfast
- Alone
- Would You
- Yours and Mine
- Smoke Dreams
- Good Morning
- Make 'Em Laugh

### Z innymi
- I Cried for You
- Our Love Affair
- This Heart of Mine
- There's Beauty Everywhere
- Here's to the Girls

## Nagrody i nominacje
| Rok  | Nagroda                   | Kategoria                        | Za                  | Wynik   |
| ---- | ------------------------- | -------------------------------- | ------------------- | ------- |
| 1952 | Nagroda Akademii Filmowej | Nagroda im. Irvinga G. Thalberga | —                   | Wygrana |
| 1952 | Nagroda Akademii Filmowej | Oscar za najlepszy film          | Amerykanin w Paryżu | Wygrana |
| 1959 | Nagroda Akademii Filmowej | Oscar za najlepszy film          | Gigi                | Wygrana |
| 1968 | Nagroda Akademii Filmowej | Nagroda honorowa                 | —                   | Wygrana |